# Swiss Open 1991
Die Swiss Open 1991 im Badminton fanden vom 13. bis zum 17. Februar 1991 in der St. Jakobshalle Basel statt. Das Preisgeld betrug 15.000 US-Dollar.

## Sieger und Platzierte
| Disziplin    | Gold                                 | Silber                      | Bronze                        |
| ------------ | ------------------------------------ | --------------------------- | ----------------------------- |
| Herreneinzel | Pär-Gunnar Jönsson                   | Ib Frederiksen              | Pang Chen                     |
| Herreneinzel | Pär-Gunnar Jönsson                   | Ib Frederiksen              | Wong Ewee Mun                 |
| Dameneinzel  | Elena Rybkina                        | Felicity Gallup             | Tracy Dineen                  |
| Dameneinzel  | Elena Rybkina                        | Felicity Gallup             | Anne Gibson                   |
| Herrendoppel | Pär-Gunnar Jönsson Stellan Österberg | Andy Goode Chris Hunt       | Stefan Frey Robert Neumann    |
| Herrendoppel | Pär-Gunnar Jönsson Stellan Österberg | Andy Goode Chris Hunt       | Yap Yee Guan Yap Yee Hup      |
| Damendoppel  | Katrin Schmidt Kerstin Ubben         | Jennifer Allen Elinor Allen | Julie Bradbury Julia Mann     |
| Damendoppel  | Katrin Schmidt Kerstin Ubben         | Jennifer Allen Elinor Allen | Alison Humby Joanne Wright    |
| Mixed        | Michael Keck Anne-Katrin Seid        | Ron Michels Katrin Schmidt  | Kenny Middlemiss Elinor Allen |
| Mixed        | Michael Keck Anne-Katrin Seid        | Ron Michels Katrin Schmidt  | Jerzy Dołhan Bożena Haracz    |